# گمینا وویچیشکوو
گمینا وویچیشکوو (به لهستانی:  Gmina Wojcieszków) یک گمینا در لهستان است که در شهرستان ووکوف واقع شده‌است. گمینا وویچیشکوو ۱۰۸٫۶۱ کیلومتر مربع مساحت و ۷٬۰۰۵ نفر جمعیت دارد.